# Bagnols (Puy-de-Dôme)
 Bagnols  es una población y comuna francesa, situada en la región de Auvernia, departamento de Puy-de-Dôme, en el distrito de Issoire y cantón de La Tour-d'Auvergne.

## Demografía
| 1055 | 1038 | 905 | 891 | 712 | 532 |
| Para los censos de 1962 a 1999 la población legal corresponde a la población sin duplicidades (Fuente: INSEE [Consultar]) |      |     |     |     |     |